# Эчеверриа, Луис
Луис Эчеверриа Альварес (исп. Luis Echeverría Álvarez ; 17 января 1922 года, Мехико, Мексиканские Соединенные Штаты, — 8 июля 2022 года, Куэрнавака, штат Морелос, Мексиканские Соединенные Штаты) — мексиканский государственный и политический деятель. Президент Мексики (1 декабря 1970 — 30 ноября 1976).

## Биография
Родился 17 января 1922 года в городе Мехико. В 1945 году окончил факультет права в Национальном автономном университете и в течение нескольких лет преподавал на этом факультете. С 1946 года — член Институционно-революционной партии (ИРП), в которой занимал руководящие посты — в 1949—52 годах работал зав. Отделом печати и пропаганды, в 1957—1958 годах — исполнительный секретарь Национального исполкома ИРП.
В 1952—54 годы Л. Эчеверриа Альварес находился на ответственной работе в Министерстве морского флота, в 1954-57 годах в Министерстве просвещения. В 1958-63 годах — заместитель министра внутренних дел. В 1964-69 годах — министр внутренних дел Мексики. Был обвинён в расстреле студенческой демонстрации 2 октября 1968 года, но десятилетия спустя был оправдан специальным трибуналом, который расследовал все обстоятельства случившегося. Тем не менее, подобные бойни не прекращались и в его президентство: так, в 1971 году военные расстреляли демонстрацию левых студентов на праздник Тела и Крови Христовых.
12—19 апреля 1973 года с официальным визитом посетил СССР.
Его правительство провело ряд социально-экономических мероприятий реформистского характера. Во внешней политике придерживалось принципа мирного сосуществования государств с различным общественным строем, выступало за равноправное деловое сотрудничество между ними.
15 января 2018 года его ошибочно признали мёртвым, но позднее его смерть не подтвердилась. 17 января 2018 года он отпраздновал свое 96-летие в больнице и был выписан на следующий день.
Эчеверриа скончался в своем доме в Куэрнаваке 8 июля 2022 года на 101-м году жизни.